# Clypeobarbus bellcrossi
Clypeobarbus bellcrossi е вид лъчеперка от семейство Шаранови (Cyprinidae).

## Разпространение
Видът се среща по горното течение на река Замбези в Африка.

## Описание
На дължина видът може да достигне до 9 см.